# Sam Lloyd
Samuel (Sam) Lloyd (Weston, Vermont, 12 november 1963 – Los Angeles, 30 april 2020) was een Amerikaanse acteur en zanger. Hij is vooral bekend als de advocaat Ted Buckland uit de Amerikaanse sitcom Scrubs en had vele kleine rollen in speelfilms en televisieseries, waaronder The West Wing, Bones, NYPD Blue en Desperate Housewives.
Lloyd was ook een geschoold a capella-zanger wiens groep The Blanks ook optrad in Scrubs als 'The Worthless Peons' of 'Ted's Band'. Hij was basgitarist in de groep The Butties die het repertoire van The Beatles speelde. Lloyd, zelf rechtshandig, speelde linkshandig om Paul McCartney zo goed mogelijk te imiteren.

## Filmografie
- Super Capers (2009) - Herman Brainard
- ExTerminators (2009) - Hutt
- Pants on Fire (2008) - Howard
- Tour de Fright (2008) - St. Vouliet
- Waking Up with Monsters (2007) - Phil
- 5 Minutes to Midnight (2007) - Sam
- The Brothers Solomon (2007) - Dr. Spencer
- The Fifth (2007) - Ken
- I'm Not Gay (2005) - Public Defender
- Cry for Help (2005) - John
- The Swidge (2004) - Gil
- Spelling Bee (2004) - Dr. Jacobs
- Desperate Housewives (2004-2005) (serie) - Dr. Albert Goldfine (8 afleveringen)
- Advantage Hart (2003) - Gus Blanderskud
- The Real Old Testament (2003) -  Abraham
- The Mudge Boy (2003) - Ray Blodgett
- Scorcher (2002) - Fingers
- Back by Midnight (2002) - Deputy
- Scrubs (2001-2009) (serie) - Ted Buckland (95 afleveringen)
- Galaxy Quest (1999) - Neru
- Flubber (1997) - Coach Willy Barker
- A Bucket of Blood (1995) - Leonard
- Double Rush (1995) (serie) - Barkley (12 afleveringen)
- Rising Sun (1993) -  Rick
- City (1990) (serie) - Lance Armstrong (13 afleveringen)